# Hedel
Hedel es una población de los Países Bajos, en la provincia de Güeldres. Hedel pertenece al municipio de Maasdriel.
En 2001, Hedel tenía 4023 habitantes. El área urbana de la ciudad es de 1,4 km², y tiene 1567 residencias. 
El área de Hedel, que también incluye las partes periféricas, como la zona rural circundante, tiene una población estimada en 4600 habitantes.